# Robert Harting
Robert Harting (ur. 18 października 1984 w Chociebużu) – niemiecki lekkoatleta specjalizujący się w rzucie dyskiem.
Na początku swojej kariery zdobył w 2001 roku srebrny medal na mistrzostwach świata juniorów młodszych. Rok później odpadł w eliminacjach na mistrzostwach świata juniorów. Na rozegranych latem 2005 w Erfurcie młodzieżowych mistrzostwach Europy wywalczył złoty medal. Bez powodzenia – odpadając w eliminacjach – brał udział w mistrzostwach Europy w Göteborgu (2006). Pierwszy sukces w karierze seniora odniósł w 2007 zostając w Osace wicemistrzem świata. Na igrzyskach olimpijskich w Pekinie uplasował się tuż za podium zajmując czwarte miejsce. W 2009 podczas mistrzostw świata do ostatniej kolejki zajmował drugie miejsce przegrywając z Piotrem Małachowskim jednak w swoim szóstym rzucie osiągnął wynik 69,43 i pokonał Polaka (który w czasie konkursu dwukrotnie poprawiał rekord Polski) zostając mistrzem świata. Harting jest wicemistrzem Europy z Barcelony (2010). Na mistrzostwach świata w Daegu (2011) obronił złoty medal, który wywalczył dwa lata wcześniej w stolicy Niemiec. W 2011 zwyciężył we wszystkich swoich startach. oraz zajął 5. miejsce w plebiscycie na lekkoatletę roku w Europie. W 2012 został mistrzem Europy oraz zdobył złoty medal na igrzyskach olimpijskich w Londynie. Na koniec roku 2012 zajął piąte miejsce w plebiscycie na europejskiego lekkoatletę roku organizowanym przez European Athletics. Mistrz świata z 2013. Po Mistrzostwa Europy w Berlinie w 2018 roku planuje zakończyć karierę sportową.
Wielokrotny medalista mistrzostw Niemiec oraz reprezentant kraju w meczach międzypaństwowych, pucharze Europy, pucharze Europy w rzutach oraz drużynowych mistrzostwach Europy.
We wrześniu 2016 poślubił dyskobolkę Julię Fischer.
Rzut dyskiem uprawia także jego młoszy brat – Christoph.
Rekord życiowy: 70,66 (22 maja 2012, Turnov).

## Osiągnięcia

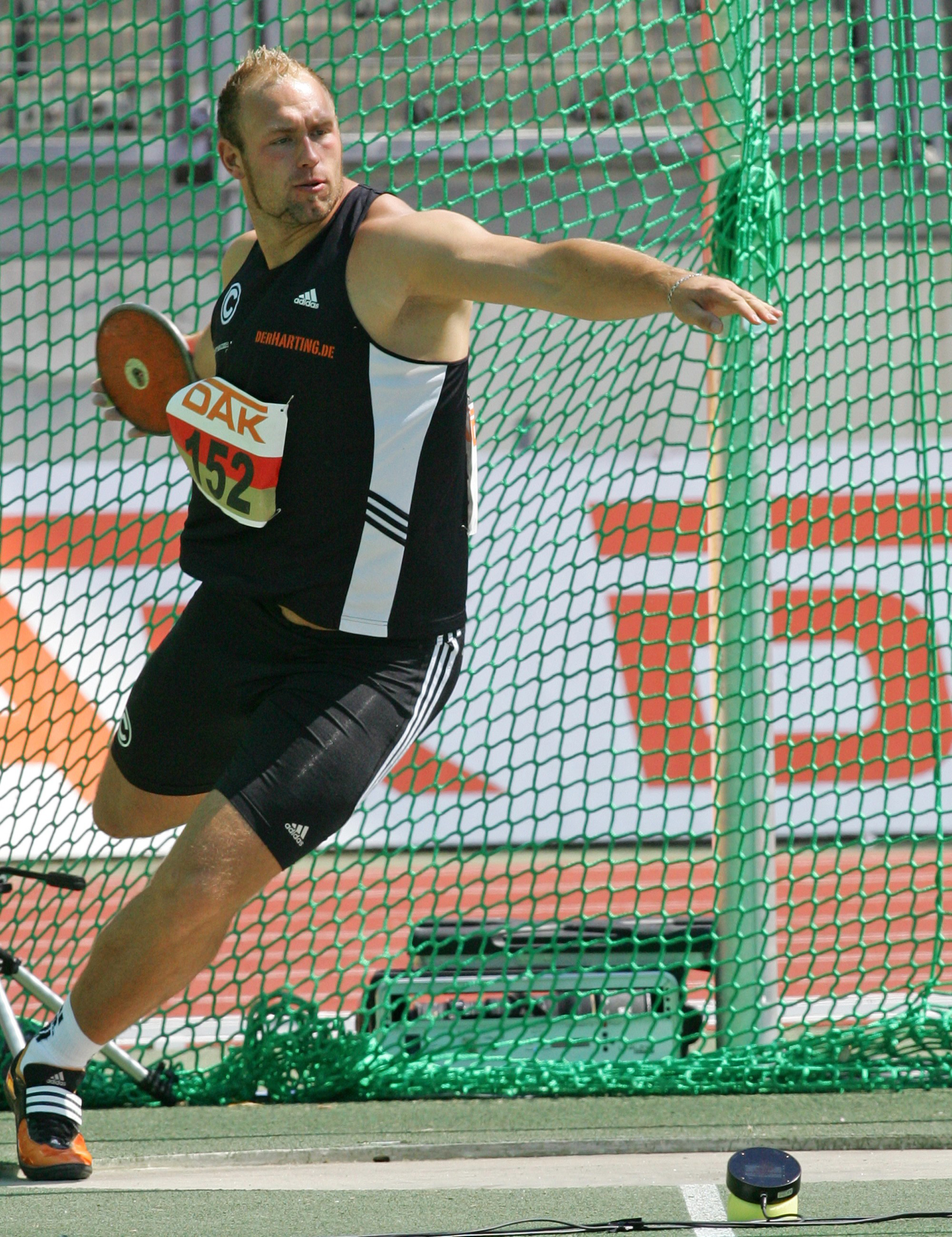
Dyskobol na zawodach w Poczdamie (2008)

| Rok  | Impreza                                 | Miejsce        | Lokata            | Wynik |
| ---- | --------------------------------------- | -------------- | ----------------- | ----- |
| 2001 | Mistrzostwa świata juniorów młodszych   | Debreczyn      | 2. miejsce        | 62,04 |
| 2002 | Mistrzostwa świata juniorów             | Kingston       | el. –             | 56,23 |
| 2005 | Zimowy puchar Europy                    | Mersin         | 9. miejsce        | 57,52 |
| 2005 | Młodzieżowe mistrzostwa Europy          | Erfurt         | 1. miejsce        | 64,50 |
| 2006 | Zimowy puchar Europy                    | Tel Awiw-Jafa  | 9. miejsce        | 58,73 |
| 2006 | Mistrzostwa Europy                      | Göteborg       | el –              | 59,87 |
| 2007 | Zimowy puchar Europy                    | Jałta          | 7. miejsce        | 58,12 |
| 2007 | Mistrzostwa świata                      | Osaka          | 2. miejsce        | 66,68 |
| 2007 | Światowy finał lekkoatletyczny IAAF     | Stuttgart      | 4. miejsce        | 65,25 |
| 2008 | Zimowy puchar Europy                    | Split          | 2. miejsce        | 64,34 |
| 2008 | Igrzyska olimpijskie                    | Pekin          | 4. miejsce        | 67,09 |
| 2008 | Światowy finał lekkoatletyczny IAAF     | Stuttgart      | 3. miejsce        | 65,76 |
| 2009 | Superliga drużynowych mistrzostw Europy | Leiria         | 2. miejsce        | 65,40 |
| 2009 | Mistrzostwa świata                      | Berlin         | 1. miejsce        | 69,43 |
| 2009 | Światowy finał lekkoatletyczny IAAF     | Saloniki       | 2. miejsce        | 66,37 |
| 2009 | DécaNation                              | Paryż          | 1. miejsce        | 66,91 |
| 2010 | Superliga drużynowych mistrzostw Europy | Bergen         | 1. miejsce        | 66,80 |
| 2010 | Mistrzostwa Europy                      | Barcelona      | 2. miejsce        | 68,47 |
| 2010 | Puchar interkontynentalny               | Split          | 1. miejsce        | 66,85 |
| 2011 | Superliga drużynowych mistrzostw Europy | Sztokholm      | 1. miejsce        | 65,63 |
| 2011 | Mistrzostwa świata                      | Daegu          | 1. miejsce        | 68,97 |
| 2012 | Mistrzostwa Europy                      | Helsinki       | 1. miejsce        | 68,30 |
| 2012 | Igrzyska olimpijskie                    | Londyn         | 1. miejsce        | 68,27 |
| 2013 | Superliga drużynowych mistrzostw Europy | Gateshead      | 1. miejsce        | 64,25 |
| 2013 | Mistrzostwa świata                      | Moskwa         | 1. miejsce        | 69,11 |
| 2014 | Mistrzostwa Europy                      | Zurych         | 1. miejsce        | 66,07 |
| 2016 | Igrzyska olimpijskie                    | Rio de Janeiro | el. – 15. miejsce | 62,21 |
| 2017 | Superliga drużynowych mistrzostw Europy | Lille          | 1. miejsce        | 66,30 |
| 2017 | Mistrzostwa świata                      | Londyn         | 6. miejsce        | 65,10 |
| 2018 | Mistrzostwa Europy                      | Berlin         | 6. miejsce        | 64,33 |